# Europese kampioenschappen kunstschaatsen 1974

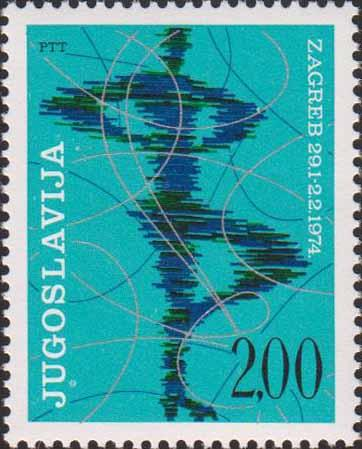

De Europese Kampioenschappen kunstschaatsen zijn wedstrijden die samen een jaarlijks terugkerend evenement vormen, georganiseerd door de Internationale Schaatsunie (ISU).
De kampioenschappen van 1974 vonden van 29 januari tot en met 2 februari plaats in Zagreb. Het was de eerste keer dat de EK kampioenschappen in deze stad plaatsvonden en de tweede keer in Joegoslavië na het EK van 1967 in Ljubljana.
Voor de mannen was het de 66e editie, voor de vrouwen en paren was het de 38e editie en voor de ijsdansers de 21 editie.

## Historie
De Duitse en Oostenrijkse schaatsbond, verenigd in de "Deutscher und Österreichischer Eislaufverband", organiseerden zowel het eerste EK Schaatsen voor mannen als het eerste EK Kunstschaatsen voor mannen in 1891 in Hamburg, in toen nog het Duitse Keizerrijk, nog voor het ISU in 1892 werd opgericht. De internationale schaatsbond nam in 1892 de organisatie van het EK kunstschaatsen over. In 1895 werd besloten voortaan het WK kunstschaatsen te organiseren en kwam het EK te vervallen. In 1898, na twee jaar onderbreking, vond toch weer een herstart plaats van het EK kunstschaatsen.
De vrouwen en paren zouden vanaf 1930 jaarlijks om de Europese titel strijden. De ijsdansers streden vanaf 1954 om de Europese titel in het kunstschaatsen.

## Deelname
Er namen deelnemers uit achttien landen deel aan deze kampioenschappen, een evenaring van het recordaantal deelnemende landen in 1972. Zij vulden het aantal van 86 startplaatsen in de vier disciplines in. Voor het eerst nam er een deelnemer namens Luxemburg deel, Paul Chechmanek nam in het mannentoernooi deel.
Voor Nederland nam Rob Ouwerkerk voor de tweede keer deel in het mannentoernooi, Dianne de Leeuw voor de vierde keer en Sophie Verlaan voor de tweede keer in het vrouwentoernooi.
(Tussen haakjes het totaal aantal startplaatsen over de disciplines.)
| Sovjet-Unie (10) Verenigd Koninkrijk (9) West-Duitsland (9) Duitse Democratische Republiek (8) Tsjecho-Slowakije (8) Frankrijk (5) | Italië (5) Oostenrijk (5) Polen (5) Zwitserland (5) Hongarije (4) Finland (3) | Nederland (3) Joegoslavië (2) Zweden (2) Luxemburg (1) Noorwegen (1) Roemenië (1) |

## Medaille verdeling
Bij de mannen werd Jan Hoffmann de 26e Europees kampioen en de eerste Oost-Duitser die deze titel veroverde. Het was zijn tweede medaille, in 1973 werd hij derde. Zowel de nummer twee, Sergei Volkov, als de nummer drie, John Curry, stonden voor de eerste keer op het erepodium bij de Europese Kampioenschappen kunstschaatsen.
Bij de vrouwen prolongeerde Christine Errath de Europese titel. Het was haar tweede medaille. Dianne de Leeuw was de derde Nederlandse vrouw na Joan Haanappel (van 1958-1960 derde) en Sjoukje Dijkstra (tweede in 1959, van 1960-1964 Europees kampioene) die plaatsnam op het erepodium. Voor Liana Drahová op plaats drie was het ook de eerste keer dat ze op het erepodium stond.
Bij de paren prolongeerde het paar Irina Rodnina / Aleksandr Zajtsev de Europese titel. Voor Rodnina was het haar zesde titel oprij, van 1969-1972 werd kampioen met schaatspartner Aleksej Oelanov. Het paar op plaats twee, Romy Kermer / Rolf Österreich, namen voor het eerst plaats op het Europese erepodium. Het paar Ljoedmila Smirnova / Aleksej Oelanov eindigde dit jaar op de derde plaats. Voor Smirnova was het de vijfde opeenvolgende medaille, van 1970-1972 werd ze tweede met Andrej Soerajkin en in 1973 tweede met Ulanov. Voor Ulanov was het zijn zesde medaille.
Bij het ijsdansen veroverde het Sovjet paar Lyudmila Pakhomova / Alexandr Gorshkov voor de vierde keer de Europese titel, in 1970, 1971 en 1973 deden ze dit eerder. Ze stonden voor de zesde keer op het erepodium, in 1972 werden ze tweede en in 1969 derde. Het Britse paar Hilary Green / Glyn Watts op plaats twee stond voor de tweede keer op het erepodium, in 1973 werden ze derde. Het paar Natalja Linitsjoek / Gennadi Karponossov op plaats drie stond voor het eerst op het erepodium.
| Discipline | Goud                                   | Zilver                        | Brons                                    |
| ---------- | -------------------------------------- | ----------------------------- | ---------------------------------------- |
| Mannen     | Jan Hoffmann                           | Sergei Volkov                 | John Curry                               |
| Vrouwen    | Christine Errath                       | Dianne de Leeuw               | Liana Drahová                            |
| Paren      | Irina Rodnina / Aleksandr Zajtsev      | Romy Kermer / Rolf Österreich | Ljoedmila Smirnova / Aleksej Oelanov     |
| IJsdansen  | Lyudmila Pakhomova / Alexandr Gorshkov | Hilary Green / Glyn Watts     | Natalja Linitsjoek / Gennadi Karponossov |

## Uitslagen
| #      | naam (deelname)         | land                                    | pc |
| ------ | ----------------------- | --------------------------------------- | -- |
| Goud   | Jan Hoffmann (6)        | Vlag van Duitse Democratische Republiek |    |
| Zilver | Sergei Volkov (6)       | Vlag van Sovjet-Unie                    |    |
| Brons  | John Curry (5)          | Vlag van Verenigd Koninkrijk            |    |
| 4      | Vladimir Kovalev (2)    | Vlag van Sovjet-Unie                    |    |
| 5      | Yuri Ovchinnikov (6)    | Vlag van Sovjet-Unie                    |    |
| 6      | Laszlo Vajda (5)        | Vlag van Hongarije                      |    |
| 7      | Didier Gailhaguet (4)   | Vlag van Frankrijk                      |    |
| 8      | Zdenek Pazdirek (5)     | Vlag van Tsjechië                       |    |
| 9      | Bernd Wünderlich (2)    | Vlag van Duitsland                      |    |
| 10     | Frantisek Pechar (2)    | Vlag van Tsjechië                       |    |
| 11     | Robin Cousins (2)       | Vlag van Verenigd Koninkrijk            |    |
| 12     | Erich Reifschneider (2) | Vlag van Duitsland                      |    |
| 13     | Michael Glaubitz        | Vlag van Duitse Democratische Republiek |    |
| 14     | Ronald Koppelent        | Vlag van Oostenrijk                     |    |
| 15     | Rolando Bragaglia (2)   | Vlag van Italië                         |    |
| 16     | Glyn Jones              | Vlag van Verenigd Koninkrijk            |    |
| 17     | Pascal Delorme          | Vlag van Frankrijk                      |    |
| 18     | Thomas Oberg (2)        | Vlag van Zweden                         |    |
| 19     | Pekka Leskinen (3)      | Vlag van Finland (1918-1978)            |    |
| 20     | Rob Ouwerkerk (2)       | Vlag van Nederland                      |    |
| 21     | Jacek Zylski            | Vlag van Polen (1928-1980)              |    |
| 22     | Silvo Svajger (3)       | Vlag van Joegoslavië (1943-1992)        |    |
| 23     | Gheorghe Fazekas (6)    | Vlag van Roemenië (1965-1989)           |    |
| 24     | Paul Chechmanek         | Vlag van Luxemburg                      |    |

| #      | naam (deelname)         | land                                    | pc |
| ------ | ----------------------- | --------------------------------------- | -- |
| Goud   | Christine Errath (5)    | Vlag van Duitse Democratische Republiek |    |
| Zilver | Dianne de Leeuw (4)     | Vlag van Nederland                      |    |
| Brons  | Liana Drahová (6)       | Vlag van Tsjechië                       |    |
| 4      | Gertie Schanderl (3)    | Vlag van Duitsland                      |    |
| 5      | Karin Iten (3)          | Vlag van Zwitserland                    |    |
| 6      | Maria McLean (3)        | Vlag van Verenigd Koninkrijk            |    |
| 7      | Anett Pötzsch (2)       | Vlag van Duitse Democratische Republiek |    |
| 8      | Isabel de Navarre (2)   | Vlag van Duitsland                      |    |
| 9      | Marion Weber            | Vlag van Duitse Democratische Republiek |    |
| 10     | Sonja Balun (4)         | Vlag van Oostenrijk                     |    |
| 11     | Cinzia Frosio (5)       | Vlag van Italië                         |    |
| 12     | Hana Knapova (2)        | Vlag van Tsjechië                       |    |
| 13     | Susanne Altura (2)      | Vlag van Oostenrijk                     |    |
| 14     | Marie-Claude Bierre (4) | Vlag van Frankrijk                      |    |
| 15     | Gail Keddie             | Vlag van Verenigd Koninkrijk            |    |
| 16     | Liselotte Oberg (2)     | Vlag van Zweden                         |    |
| 17     | Helena Gazvoda (4)      | Vlag van Joegoslavië (1943-1992)        |    |
| 18     | Zdenka Fiuraskova       | Vlag van Tsjechië                       |    |
| 19     | Sophie Verlaan (2)      | Vlag van Nederland                      |    |
| 20     | Evelyne Reusser         | Vlag van Zwitserland                    |    |
| 21     | Marina Sanaia (3)       | Vlag van Sovjet-Unie                    |    |
| 22     | Manuele Bertele (3)     | Vlag van Italië                         |    |
| 23     | Petra Wagner            | Vlag van Duitsland                      |    |
| 24     | Grazyna Dudek           | Vlag van Polen (1928-1980)              |    |
| 25     | Kathy Brunner           | Vlag van Finland (1918-1978)            |    |
| 26     | Susan Broman            | Vlag van Finland (1918-1978)            |    |
| 27     | Agnes Eros (2)          | Vlag van Hongarije                      |    |
| 28     | Bente Tverran           | Vlag van Noorwegen                      |    |

| #      | naam (deelname)                                      | land                                    | pc |
| ------ | ---------------------------------------------------- | --------------------------------------- | -- |
| Goud   | Irina Rodnina (7) Aleksandr Zajtsev (2)              | Vlag van Sovjet-Unie                    |    |
| Zilver | Romy Kermer (2) Rolf Österreich (4)                  | Vlag van Duitse Democratische Republiek |    |
| Brons  | Ljoedmila Smirnova (5) Aleksej Oelanov (7)           | Vlag van Sovjet-Unie                    |    |
| 4      | Manuela Groß (6) Uwe Kagelmann (6)                   | Vlag van Duitse Democratische Republiek |    |
| 5      | Nadezhda Gorshkova Evgeni Shevalovski                | Vlag van Sovjet-Unie                    |    |
| 6      | Karin Kunzle (5) Christian Kunzle (5)                | Vlag van Zwitserland                    |    |
| 7      | Corinna Halke (3) Eberhard Rausch (5)                | Vlag van Duitsland                      |    |
| 8      | Ursula Nemec (3) Michael Nemec (3)                   | Vlag van Oostenrijk                     |    |
| 9      | Katja Schubert Knut Schubert                         | Vlag van Duitse Democratische Republiek |    |
| 10     | Grazyna Kostrzewinska-Osmanska (5) Adam Brodecki (5) | Vlag van Polen (1928-1980)              |    |
| 11     | Teresa Skrzek (4) Piotr Sczypa (9)                   | Vlag van Polen (1928-1980)              |    |
| 12     | Florence Cahn (4) Jean-Roland Racle (5)              | Vlag van Frankrijk                      |    |
| 13     | Rijana Hartmanova Petr Starec (2)                    | Vlag van Tsjechië                       |    |
| 14     | Pascale Kovelmann (2) Jean-Pierre Rondel (2)         | Vlag van Frankrijk                      |    |
| 15     | Linda McCafferty-Connolly (3) Colin Taylforth (3)    | Vlag van Verenigd Koninkrijk            |    |
| 16     | Petra Schneider Bogdan Pulcer                        | Vlag van Duitsland                      |    |
| 17     | Andrea Meier Roland Meier                            | Vlag van Zwitserland                    |    |

| #      | naam (deelname)                                | land                         | pc |
| ------ | ---------------------------------------------- | ---------------------------- | -- |
| Goud   | Lyudmila Pakhomova (9) Aleksandr Gorschkow (8) | Vlag van Sovjet-Unie         |    |
| Zilver | Hilary Green (5) Glyn Watts (5)                | Vlag van Verenigd Koninkrijk |    |
| Brons  | Natalja Linitsjoek Gennadi Karponossov (5)     | Vlag van Sovjet-Unie         |    |
| 4      | Janet Sawbridge (11) Peter Dalby (4)           | Vlag van Verenigd Koninkrijk |    |
| 5      | Irina Moiseeva (2) Andrei Minenkov (2)         | Vlag van Sovjet-Unie         |    |
| 6      | Matilde Ciccia (5) Lamberto Ceserani (5)       | Vlag van Italië              |    |
| 7      | Krisztina Regoczy (5) Andras Sallay (5)        | Vlag van Hongarije           |    |
| 8      | Janet Thompson Warren Maxwell                  | Vlag van Verenigd Koninkrijk |    |
| 9      | Teresa Weyna (7) Pietr Bojanczyk (7)           | Vlag van Polen (1928-1980)   |    |
| 10     | Diana Skotnicka (4) Martin Skotnicky (4)       | Vlag van Tsjechië            |    |
| 11     | Gerda Buhler (2) Mathis Bachi (2)              | Vlag van Zwitserland         |    |
| 12     | Sylvia Fuchs (4) Michael Fuchs (4)             | Vlag van Duitsland           |    |
| 13     | Isabella Rizzi Luigi Freroni                   | Vlag van Italië              |    |
| 14     | Eva Pestova Jiri Pokorny                       | Vlag van Tsjechië            |    |
| 15     | Brigitte Scheijbal (2) Walter Leschetizky (3)  | Vlag van Oostenrijk          |    |
| 16     | Andrea Dohany Gyorgy Lenart                    | Vlag van Hongarije           |    |
| 17     | Nicole Rinsant Dirk Beyer                      | Vlag van Duitsland           |    |

Medaillewinnaars

Mannen · 
Vrouwen ·
Paren · 
IJsdansen

Toernooi

1891 · 
1892 · 
1893 · 
1894 · 
1895 · 
1896-1897 · 
1898 · 
1899 · 
1900 · 
1901 · 
1902-1903 · 
1904 · 
1905 · 
1906 · 
1907 · 
1908 · 
1909 · 
1910 · 
1911 · 
1912 · 
1913 · 
1914 · 
1915-1921 · 
1922 · 
1923 · 
1924 · 
1925 · 
1926 · 
1927 · 
1928 · 
1929 · 
1930 · 
1931 · 
1932 · 
1933 · 
1934 · 
1935 · 
1936 · 
1937 · 
1938 · 
1939 ·
1940-1946 · 
1947 · 
1948 · 
1949 · 
1950 · 
1951 · 
1952 · 
1953 · 
1954 · 
1955 · 
1956 · 
1957 · 
1958 · 
1959 · 
1960 · 
1961 · 
1962 · 
1963 · 
1964 · 
1965 · 
1966 · 
1967 · 
1968 · 
1969 · 
1970 · 
1971 · 
1972 · 
1973 · 
1974 · 
1975 · 
1976 · 
1977 · 
1978 · 
1979 · 
1980 · 
1981 · 
1982 · 
1983 · 
1984 · 
1985 · 
1986 · 
1987 · 
1988 · 
1989 · 
1990 · 
1991 · 
1992 · 
1993 · 
1994 · 
1995 ·
1996 · 
1997 · 
1998 · 
1999 · 
2000 · 
2001 · 
2002 · 
2003 · 
2004 · 
2005 · 
2006 ·
2007 ·
2008 ·
2009 ·
2010 ·
2011 ·
2012 ·
2013 ·
2014 ·
2015 ·
2016 ·
2017 ·
2018 ·
2019 ·
2020 ·
2021 · 
2022 · 
2023 · 
2024 · 
2025

WK kunstschaatsen ·
WK kunstschaatsen junioren ·
Viercontinentenkampioenschap ·
Olympische Spelen